# Katherine Clark
Katherine Marlea Clark, född 17 juli 1963 i New Haven i Connecticut, är en amerikansk demokratisk politiker. Hon är ledamot av USA:s representanthus sedan 2013.
Clark avlade 1985 kandidatexamen vid St. Lawrence University, 1989 juristexamen vid Cornell Law School och 1997 masterexamen vid Harvard Kennedy School. Kongressledamot Ed Markey avgick 2013 för att tillträda som senator. I fyllnadsvalet i december 2013 besegrade Clark republikanen Frank Addivinola.